# Guillem VI de Montpeller
Guillem VI de Montpeller (?, 1102/1105 - la Grand Selva, ~1162) fou un noble occità, Senyor de Montpeller.

## Orígens familiars
Fill i successor de Guillem V de Montpeller i d'Ermessenda de Melgueil, filla del comte Pere II de Melgueil.

## Matrimoni i descendents
- 1. ∞ 1129, Sibil·la de Mataplana. Fills:

1. Guilhèm VII de Montpeller (1130-1172)
2. Guiu Guerrejat

## Biografia
El 1124 tingué un enfrontament amb Bernat IV de Melgor, que finalitzà el 1125 amb la mediació del papa Calixt II. Durant els anys 1128 i 1129 anà en pelegrinatge a Terra Santa. Del 1132 al 1134 guerrejà amb el comte de Tolosa pel domini del comtat de Melgor; aconseguí que la comtessa Beatriu de Melgor es casés amb el seu aliat Berenguer Ramon I de Provença el 1135. Posseïa molts castells a les terres de Montpeller que formaven una baronia amb capital a Frontinhan, el 1141 va mirar de fer que la vegueria de Montpeller, en mans d'una branca secundària de la dinastia (dita els Aimon), deixés de ser hereditària però es va haver de fer enrere davant de la revolta popular; finalment, el 1143 i amb l'ajut de Ramon Berenguer IV de Barcelona i dels genovesos va recuperar la ciutat.

### Croada contra al-Mariyya
El 1147 va participar en la Croada contra al-Mariyya i l'any següent, 1148 en la Croada contra Turtuixa, de la qual rebé una porció.

### Monjo del Cister
El 1149 es feu monjo cistercenc a l'Abadia de la Gran Selva, contribuint després a la formació de les comunitats de Valldaura. Va morir el 1162 i el va succeir el seu fill Guillem VII de Montpeller.